# 白云镇 (临湘市)
白云镇，中华人民共和国湖南省岳阳市临湘市下属的一个镇，位于临湘市西部。以境内盛产白云石得名。京广铁路、107国道经过镇区。

## 建制沿革
- 1950年，设路口乡；
- 1958年，改路口公社；
- 1984年，改置路口乡；
- 1987年，长安乡的5个行政村并入，并改置白云镇。

## 行政区划
白云镇下辖1个居委会和10个行政村：
- 麻塘居委会
- 杨田村、毛湾村、水井村、张牌村、集庄村、台上村、石山村、灰山村、路丰村、新合村